# Agustín Gormaz Velasco
Agustín Gormaz Velasco, conosciuto anche come fra Agostino da Coruña (Coruña del Conde, 1507 – Popayán, 24 novembre 1589), è stato un religioso e vescovo cattolico spagnolo.
Missionario agostiniano dal 1533 al 1553 e poi professore di teologia in Messico, fu provinciale dell'ordine e vescovo di Popayán. Nel 1562 difese gli indigeni e scrisse una Relación histórica della sua missione.